# Janet Fockart
Janet Fockart, död 1596, var en skotsk köpman och pengautlånare. Sedan hon blivit änka 1580 var hon verksam som köpman. Hon tillhörde de mest framstående köpmännen i Edinburgh och även en av landets främsta bankirer. Hon är känd som kungens egen bankir.